# Dugald Drummond

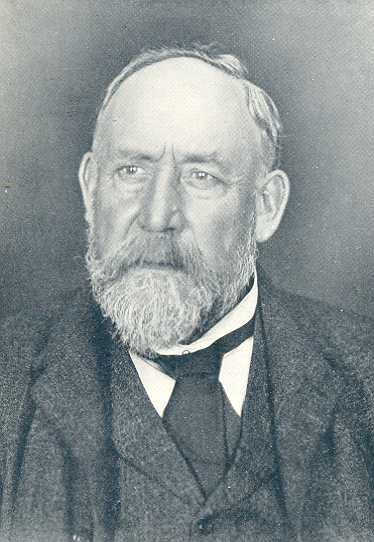
Dugald Drummond (vor 1912)

Dugald Drummond (geboren am 1. Januar 1840 in Ardrossan; gestorben am 8. November 1912 in Surbiton) war ein schottischer Eisenbahningenieur und Lokomotivkonstrukteur. Er war bei mehreren britischen Eisenbahngesellschaften als Chefingenieur bzw. Locomotive Superintendent für deren Fahrzeugpark verantwortlich und entwickelte in diesen Positionen weit über 30 Lokomotiv- und Triebwagenreihen.

## Leben
Drummond wurde in Ardrossan als Sohn eines Eisenbahners geboren. Sein jüngerer Bruder Peter Drummond wurde ebenfalls Lokomotivkonstrukteur. Nach dem Ende der Schulzeit begann er 1856 eine Ausbildung als Ingenieur bei der Lokomotivfabrik Forrest and Barr in Glasgow. Nach dem Ende der Ausbildung war er unter anderem bei Peto, Brassey and Betts in Birkenhead tätig, bevor er zur Edinburgh and Glasgow Railway in deren Hauptwerkstätte in Cowlairs wechselte, die von William Stroudley geleitet wurde. 1865 wechselte Stroudley als Chefingenieur zur Highland Railway; Drummond folgte ihm und übernahm eine Leitungsposition in den Lochgorm Works der Highland Railway in Inverness. Im gleichen Jahr heiratete Drummond seine Frau Jane. Beide hatten zusammen vier Söhne und vier Töchter, von denen die ersten beiden Söhne als Kleinkinder verstarben. 1870 wechselte Drummond zusammen mit Stroudley zur London, Brighton and South Coast Railway (LB&SCR).
Von der LB&SCR ging Drummond 1875 zurück nach Schottland und übernahm bei der North British Railway (NBR) erstmals eine Position als Locomotive Superintendent. Mit seinen dortigen Entwürfen bestimmte er die Lokomotiventwicklung der NBR für die nächsten Jahre wesentlich mit. Sein Bruder Peter folgte ihm zur NBR, nachdem er nach dem Ende seiner Ausbildung bereits bei der LB&SCR unter seinem älteren Bruder gearbeitet hatte. 1877 war er mit der Untersuchung des Tay Bridge Disasters befasst und konnte nachweisen, dass der Brückeneinsturz nicht auf ein Entgleisen des Zuges zurückzuführen war. Seit 1881 war er Mitglied der Institution of Mechanical Engineers. 1882 wechselte Drummond in der gleichen Funktion zur Caledonian Railway, dem schärfsten Konkurrenten der NBR in Schottland; sein Bruder folgte ihm erneut und übernahm die Leitung der St Rollox Works, der Hauptwerkstätte der Caledonian Railway in Glasgow. Neben einigen eigenen Lokomotiventwicklungen umfasste seine Tätigkeit dort vor allem Umbauten älterer Maschinen. Im Wagenpark der Caledonian Railway führte er erstmals Dampfheizung, Gasbeleuchtung und durchgehende Bremsen ein.
1890 entschloss sich Drummond, nach Australien auszuwandern und die Leitung einer neugegründeten Lokomotivfabrik zu übernehmen. Dieses Unternehmen scheiterte jedoch und er kehrte nach Schottland zurück, wo er einen kleinen Betrieb für den Bau von Industrielokomotiven aufbaute. Die London and South Western Railway (LSWR) bot ihm 1895 die Position als Locomotive Superintendent an, nachdem der bisherige Amtsinhaber William Adams in den Ruhestand gegangen war. Drummond bekleidete diese Position, deren Bezeichnung 1905 in Chief Mechanical Engineer geändert wurde, bis zu seinem Tod im Jahre 1912. Neben einer großen Anzahl neuer Lokomotivbauarten entwarf Drummond in dieser Zeit versuchsweise auch mehrere Dampftriebwagen. Unter seiner Verantwortung richtete die LSWR ihre neue Hauptwerkstatt in Eastleigh ein. In der Lokomotivkonstruktion für die LSWR entwickelte er technische Verbesserungen bei den Lokomotivkesseln, insbesondere für Feuerbüchse und Rauchkammer.
Bei einem Unfall in den Werkstätten in Eastleigh erlitt Drummond Verbrühungen an den Beinen durch kochendes Wasser. Er lehnte eine gründliche Behandlung der Wunden ab, die sich daraufhin entzündeten und eine Amputation erforderten. Drummond starb während der Amputation. Sein Grab befindet sich auf dem Brookwood Cemetery in Woking.

## Lokomotiven
Bei allen drei Bahngesellschaften, bei denen Drummond die Position als Chefingenieur bekleidete, entstanden diverse neue Lokomotivbauarten in seiner Verantwortung, teils als Neubauten, teils als Umbauten vorhandener Lokomotiven. 

### North British Railway
- NBR-Klasse 165, Achsfolge Ct, später LNER-Klasse J82
- NBR-Klasse 100, Achsfolge C, später LNER-Klasse J32
- NBR-Klasse 474, Achsfolge 1’A1’
- NBR-Klasse 476, Achsfolge 2’B, später LNER-Klassen D27 und D28
- NBR-Klasse 157, Achsfolge B1’t, umgebaut in B2’t, später LNER-Klasse G8
- NBR-Klasse 494, Achsfolge 2’Bt, später LNER-Klasse D50
- NBR-Klasse 34, Achsfolge C, später LNER-Klasse J34

### Caledonian Railway
- CR-Klasse 294, Achsfolge C, später LMS-Klasse 2F
- CR-Klasse 66, Achsfolge 2’B, später LMS-Klasse 2P
- CR-Klasse 171, Achsfolge B2’t, später LMS-Klasse 1P
- CR-Klasse 262, Achsfolge B’1t, später LMS-Klasse 0P
- CR-Klasse 264, Achsfolge Bt, später LMS-Klasse 0F
- CR-Klasse 123, Achsfolge 2’A1’, später LMS 14010
- CR-Klasse 385, Achsfolge Ct, später LMS-Klasse 3F
- CR-Klasse 80, Achsfolge 2’B, später LMS-Klasse 1P
- CR-Klasse 272, Achsfolge Ct, später LMS-Klasse 0F

### London and South Western Railway
- LSWR-Klasse 700, Achsfolge C
- LSWR-Klasse M7, Achsfolge B2’t
- LSWR-Klasse T7, Achsfolge 2'AA (Double single)
- LSWR-Klasse C8, Achsfolge 2’B
- LSWR-Klasse F9, Achsfolge 2’B2’t (Inspektionslokomotive)
- LSWR-Klasse T9, Achsfolge 2’B
- LSWR-Klasse E10, Achsfolge 2'AA (Double single)
- LSWR-Klasse K10, Achsfolge 2’B
- LSWR-Klasse K11, Dampftriebwagen
- LSWR-Klasse L11, Achsfolge 2’B
- LSWR-Klasse S11, Achsfolge 2’B
- LSWR-Klasse L12, Achsfolge 2’B
- LSWR-Klasse H12, Dampftriebwagen
- LSWR-Klasse F13, Achsfolge 2’C
- LSWR-Klasse H13, Dampftriebwagen
- LSWR-Klasse C14, Achsfolge 1At, später in Bt umgebaut
- LSWR-Klasse K14, Achsfolge Bt
- LSWR-Klasse E14, Achsfolge 2’C
- LSWR-Klasse G14, Achsfolge 2’C
- LSWR-Klasse P14, Achsfolge 2’C
- LSWR-Klasse T14, Achsfolge 2’C
- LSWR-Klasse D15, Achsfolge 2’B